# Harakiri City
Harakiri City es la tercera producción discográfica y el segundo álbum del grupo musical venezolano Caramelos de Cianuro.
Es producto de un contrato con la disquera Polygram a principios de 1996. La internacionalidad de Polygram atrae al cuarteto caraqueño, que deseaba exportar su música más allá de las fronteras nacionales.
Este álbum produce dos sencillos, El Martillo y Canción Suave (Despecho nº2), para los cuales se realizan videoclips que se transmiten durante toda la temporada del 96 en cadenas musicales como MTV. Una nueva gira es realizada, promocionando el disco.

## Formación
- Miguel González "El Enano" (guitarra)
- Asier Cazalís (voz - bajo)
- Pablo Martínez (batería)

## Lista de canciones
1. Harakiri City - 3:45
2. Sin Avisar - 2:52
3. Imaginar - 5:32
4. Cloroformo - 4:06
5. INTERPOL - 3:33
6. El martillo - 2:17
7. El Caracol - 6:59
8. Canción Suave (Despecho n.º 2) - 4:11
9. El País de las Androides Perversas - 3:24
10. La Santa - 5:25
11. ¡Cuídalo! - 3:22
12. Perra Infiel - 6:39
13. Plataforma de Despegue - 4:54

Bonus
1. Extra Vaganza (Inédito) - 2:08

- Datos: Q5653649